# 卡塞尔-威廉丘车站
卡塞尔-威廉丘车站（德語：Bahnhof Kassel-Wilhelmshöhe）是北黑森大城市卡塞尔最重要的铁路车站。它座落于市分区巴特威廉斯赫厄西部的威廉斯赫厄大道旁，日均到发旅客约30000人次，为城际快车停靠点以及德国高速铁路网络中的重要站点之一。

## 历史

### 首座车站

#### 建设
1848年，卡塞尔-威廉丘车站随着弗里德里希·威廉北部铁路公司兴建的卡塞尔－贝布拉铁路建成通车，而以“瓦勒斯豪森”（Wahlershausen）的名义投入运营。对于在线路的这一地点是否值得设站，最初是存在争议的。往来于卡塞尔和盖斯通根间的列车、以及后来于美因河－威悉河铁路上行驶的列车，都会在这里停靠。该车站正好位于威廉斯赫厄大道的铁路交叉口旁，可确保良好的道路连接。然而，出于成本原因，当局放弃了原先设计的大道下穿式交叉结构，转而采用与道路平级的平交道口。车站不仅可引至村庄瓦勒斯豪森，而且还可引至两公里外的威廉斯赫厄宫。为此，在车站大楼内的南侧前亭角处专门配备有一个侯爵室，即“至尊君权候车厅”（Wartesaal für die allerhöchste Landesherrschaft）。尤利乌斯·欧根·鲁尔为车站大楼提供了一系列的设计方案，它们具有完全不同的尺寸。最终落实的是一个较小的版本，这是一座两层的砖墙加陶瓦建筑，带有五条主轴、前亭角和一个以屋脊小塔构成的塔楼（以强化中心轴），采用意式新文艺复兴风格。候车厅及站务室设于首层，行车公寓则设于二层。随着时间的流逝，这座建筑曾历经多次改建，并失去了大部分的原有装饰，但直至新的卡塞尔-威廉丘长途车站建成之前才最终被拆除。该站曾有一段时间被直接称为“威廉斯赫厄”站。

#### 19世纪的建筑变化
当蒸汽有轨电车于1877年被引入威廉斯赫厄大道时，它首先与瓦勒斯豪森车站旁的同层铁轨相交。这可能被视为不适合交通运输，因此在1878年至1879年间，铁路降低了大约6米，威廉斯赫厄大道则在其上方以桥梁的形式通行。这种降低对相邻的车站大楼也造成了影响，导致那里的轨道以及站台都必须相应调低。朝向车站大楼的一面建造了挡土墙，当中还集成了阶梯，旅客从此可以由此乘降列车。此外，还建造了通往站台的行人天桥。
1879年，威廉斯赫厄车站被接入卡塞尔－瓦尔德卡珀尔铁路（洛瑟河谷铁路），后者在车站东侧拥有自己的站台（如今的9/10道站台）。1899年，车站为正线增加了第三条轨道。窄轨的海克力士铁路于1902年建成通车。它主要将从哈比希茨瓦尔德开采的褐煤和玄武岩输送往威廉斯赫厄车站，再从那里转运至国铁。因此，威廉斯赫厄还成为了一个重要的货运站。自1904年以来，卡塞尔－瑙姆堡铁路也通入此站，并且时至今日仍然作为观光铁路运营。

#### 短途运输连接
1877年，蒸汽有轨电车从国王广场连接至威廉斯赫厄；1900年，有轨电车又连接至穆朗。海克力士铁路也于1902年后开办在威廉斯赫厄车站到发的短途运输。自1911年起，这里又开设了四条有轨电车路线。

#### 大事记
1870年9月5日，即色当会战仅数日后，这里便迎来了被俘虏的法皇拿破仑三世。他从科隆搭乘一辆比利时制的沙龙车厢，经由多伊茨－吉森铁路来到威廉斯赫厄车站，然后再由此被押送至作为临时收留点的威廉斯赫厄宫。1870年10月30日至11月1日，隐匿身份的欧珍妮皇后也曾到访此地，她同样是经由威廉斯赫厄车站到发。出发时，她是自行购买了车票继续前往汉诺威。拿破仑三世则是于1871年3月19日从威廉斯赫厄车站出发，被流放至英国。
1907年，德皇威廉二世曾率70000民众在威廉斯赫厄车站迎接其叔叔——英国国王爱德华七世进行为期一天的国事访问。同年，暹罗国王朱拉隆功也是利用威廉斯赫厄车站访问了德皇。
1918年11月14日，陆军元帅保罗·冯·兴登堡抵达威廉斯赫厄车站。他居住在宫殿酒店，并在那里组织了第一次世界大战结束后德国军队的復員。至1919年2月12日，他再从车站离开。
1919年8月1日，原威廉斯赫厄车站被重新命名为“卡塞尔-威廉丘车站”（Bahnhof Cassel-Wilhelmshöhe）。
车站最后一次成为焦点是在1970年5月21日举行的国家级接见——当时的联邦总理维利·勃兰特于此接见了搭乘国列到访的东德部长会议主席维利·斯多夫。政治谈判也在宫殿酒店举行。

#### 20世纪的建筑变化
至1930年代，威廉斯赫厄大道桥下的通道宽度已无法满足铁路的需求，后者希望在这里展开更多的轨道。然而大道的行车道本身就太窄，甚至于无法满足日益增长的机动车运输。为此，1938年，在不影响铁路和有轨电车持续通行的情况下，仅机动车被改道至一座新建的桥梁建筑，从而初步解决了交通问题。
在1942年到1944年之间，国家铁路和卡塞尔市政府制定了计划，要将威廉斯赫厄车站改造为卡塞尔的火车总站。这个方案与四十年后实施的方案没有什么不同，但第二次世界大战阻碍了其执行。
二战期间，威廉斯赫厄车站及其站房建筑遭到了严重破坏，但横跨其中的道路桥却幸免于难。然而，它还是于1946年坍塌，当时一列满载汽油的罐车货列在发生热轴后停在那里并烧毁。燃烧产生的热量之大，致使桥梁的钢梁丧失强度，并最终整体坍塌。
车站大楼在战争中的损毁严重，它是以简化的形式进行重建，并以1950年代的风格加建了店铺。

### 长途车站

#### 方案讨论
自汉诺威－维尔茨堡新建铁路于1971年9月展开规划以来，当局便已预计要在卡塞尔-威廉丘设站。在1972/1973年度的线路预选草案中，线路在卡塞尔段将由一条6.4公里长、连接卡塞尔北部费尔马尔的上费尔马尔和南部韦尔海登之间的隧道穿过。在该线路卡塞尔以北、至汉诺威区间，当局考虑了经由霍尔茨明登的直线走向（125公里）以及经由哥廷根（144.3公里）两种选线方案：而这些都会在费尔马尔-上费尔马尔汇合。在隧道南侧入口，路线应暂时向东与既有的铁路线相平行，并在那里并线。
在规划新建铁路的过程中，当局自1972年起陆续考察了通过卡塞尔的四种走向方案；其中方案II在给出的来源中并未作具体说明：
- 方案I 提供一条经由卡塞尔-威廉丘车站的路线；
- 方案III 提供一条在贯穿卡塞尔内城的路线，并在城市东部的卡塞尔-贝滕豪森设立新站；
- 方案IV 从南部至卡塞尔-威廉丘车站的沿线按方案I执行，然后向东通往卡塞尔火车总站，列车在总站调头后向北驶向汉诺威；
- 方案IVg 提供一条贯穿卡塞尔的南北轴线，将以隧道的方式通过市区，也从地下到达卡塞尔火车总站。

鉴于新建铁路最初规划的限界较大，此前曾以各种方式设计了及其奢侈的线路走向，但这与之后的方案设计无关。对于卡塞尔地区18公里长的对比区间，预计成本在16至25亿德国马克之间（1975年价格水平）。

#### 选址规划
新建铁路在黑森段的土地规划审批程序于1974年2月7日启动，但其后中断。审批程序于1975年11月21日重启，但卡塞尔县——包括卡塞尔的市区范围原本并不包含在内。此后的几年中，潜在会受到影响的卡塞尔市各区尝试通过“圣弗洛里安原则”来使各自所在的分区尽可能远离工程建设和交通运输。为此，卡塞尔市于1977年建议在既有的尽头式卡塞尔火车总站下方修建一座通过式的地下长途车站，其中包括一条贯穿卡塞尔市的隧道，但仍未能平息局势。当局还对在威廉斯赫厄位置上的新建车站以及地上和地下不同进出线路的方案进行了调研。联邦铁路青睐于支持威廉斯赫厄的选址及地上的线路走向，即所谓的“西线”。
这两种方案都在1978年至1980年进行的土地规划审批程序得到了考察。伴随着众多鉴定意见和反鉴定，它们在公开讨论中引起了争议。根据联邦铁路的说法，地下方案要复杂和昂贵得多，并给人民带来更大的负担。尽管一开始便需要厘清城市发展的复杂问题，但讨论逐渐转移到了噪音保护问题。1979年3月29日，联邦铁路在卡塞尔举行了有关新建项目的展览。黑森路段的“动工仪式”于1981年11月13日举行。最终，在研究表明选址对内城的未来和发展没有不利影响后，卡塞尔市同意了威廉斯赫厄车站的方案；而成本高昂、建设周期漫长以及可执行性成疑，导致在火车总站下方修建地下通过式车站的方案被摈弃。
新车站最初设计为纯粹的长途车站，仅停靠在新建铁路上运行的长途列车。与既有火车总站间则应通过摆渡列车实现接驳。在进一步规划的过程中，当局于1979年至1986年的讨论程序开始重新思考，其中很明显的是，既有火车总站将放弃中央铁路枢纽的职能，并将之转移至新的威廉斯赫厄车站；火车总站将更多的承担靠近市中心的城市车站职能。

#### 建筑竞赛及站房规划
车站的造型可以追溯至1981年发起的一次建筑设计竞赛。这是近30年以来，铁路部门首次对车站的造型发起设计竞赛。
1982年（一说1981年），来自柏林的建筑师安德烈亚斯·布兰特（布兰特和伯切尔事务所）赢得了设计竞赛的冠军，而乔瓦尼·西格诺里尼、亚德加·阿齐兹和萨赫亚尔·雷斯也受托进行设计和执行。这一阶段被称为“初步项目”（Vorprojekt）。1985年，该“初步项目”因被市政府发现存在交通连接的缺陷后而被剥夺。在此阶段，建筑物的方案曾进行多次基础性更改。与此同时，迪特里希、万宁和古根贝格等事务所也参与了坡道大堂和停车场的设计，而舒克建筑师事务所则加入设备的设计中。
在规划审批程序的过程共有900项异议被提出。在黑森州时任环境部长约瑟夫·菲舍尔的怂恿下，森林和自然保护局对该项目提起了诉讼，但此后又撤回。1984年9月10日，车站用地（新建铁路规划审批第12.5条）的计划批准决定发布。该公告与相邻的第12.4条同时生效，意味着新建铁路中全长111公里的中段规划审批程序全部完成。联邦铁路遂下令“立即执行”规划批准路段。1985年3月初，卡塞尔市与联邦铁路就车站的设计和交通连接达成一致。
尤其有争议的是德国联邦铁路希望在站台开辟一条长坡道，以便汽车能够直接驶至轨道边。在规划阶段，客户最终确信楼梯也需要连接至站台的必要性。由于采用了坡道的理念，站台得以完全实现无障碍通行。

#### 建造

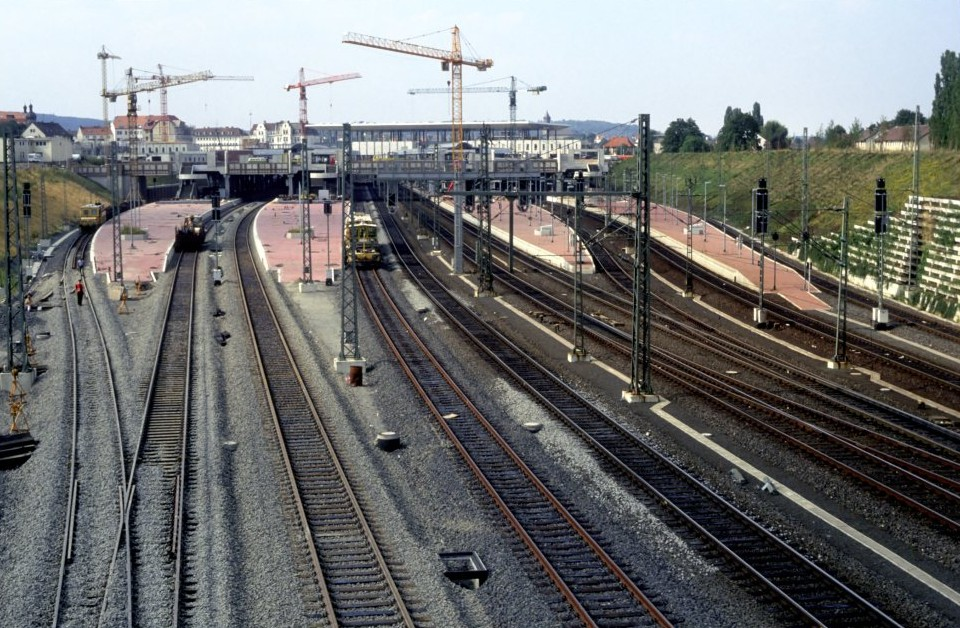
建设中的车站

由于在运行中的既有线下方新建的车站（Bauen unter dem rollenden Rad,“车轮下方”）需要精密的工地架设，因此随着施工的推进，设计必须反复调整。
檐篷的封顶仪式于1990年1月18日举行，标志着整条新建铁路的全部骨架结构均已完成。
车站的建设费用总计约3亿德国马克（约合1.53亿欧元）。新建铁路在卡塞尔节点的建造成本约为每公里6000万德国马克。而卡塞尔至富尔达间的开放式线路的建造成本则约为每公里3200万德国马克。

#### 设计

站台夜景

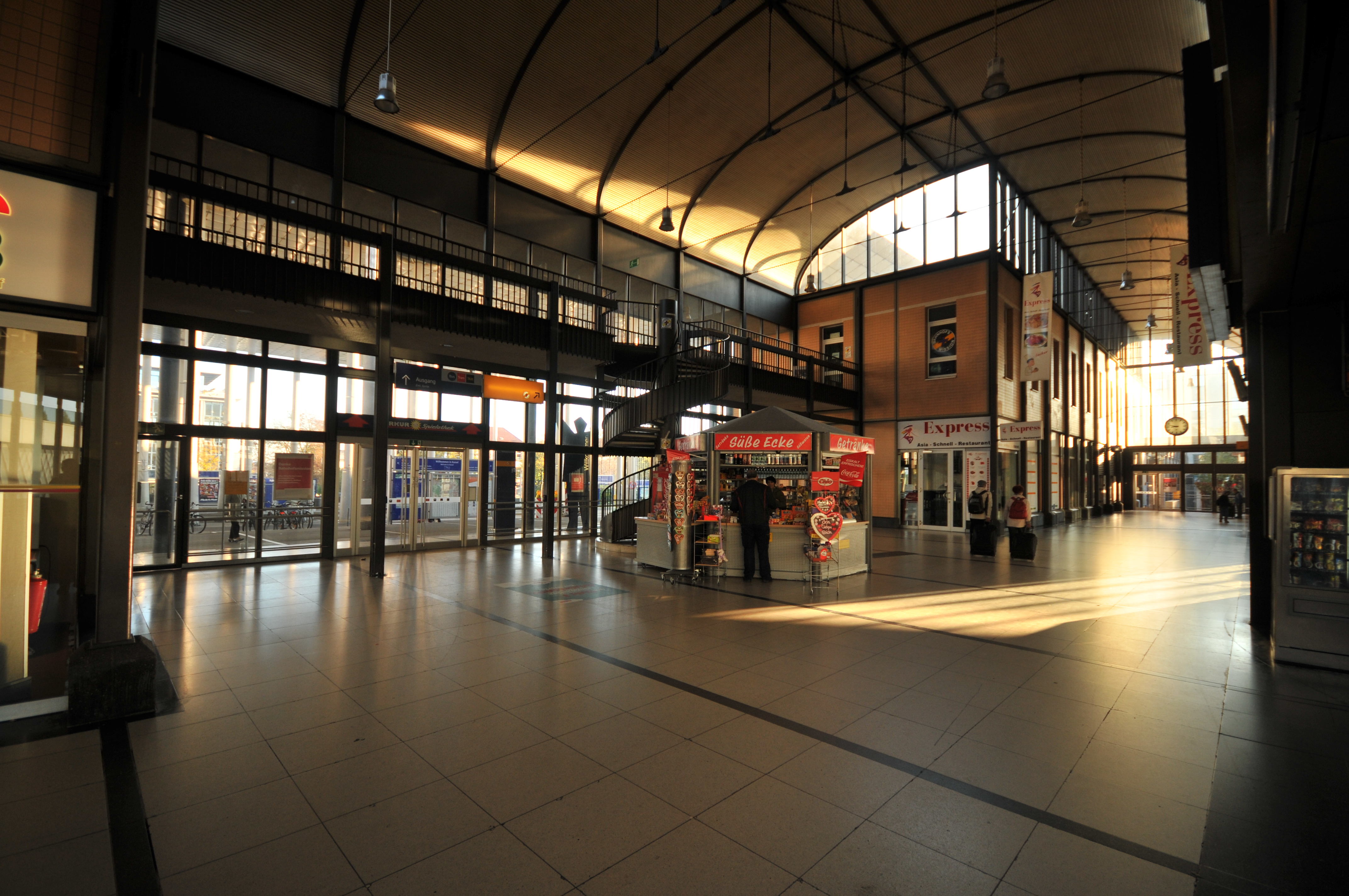
站房内部

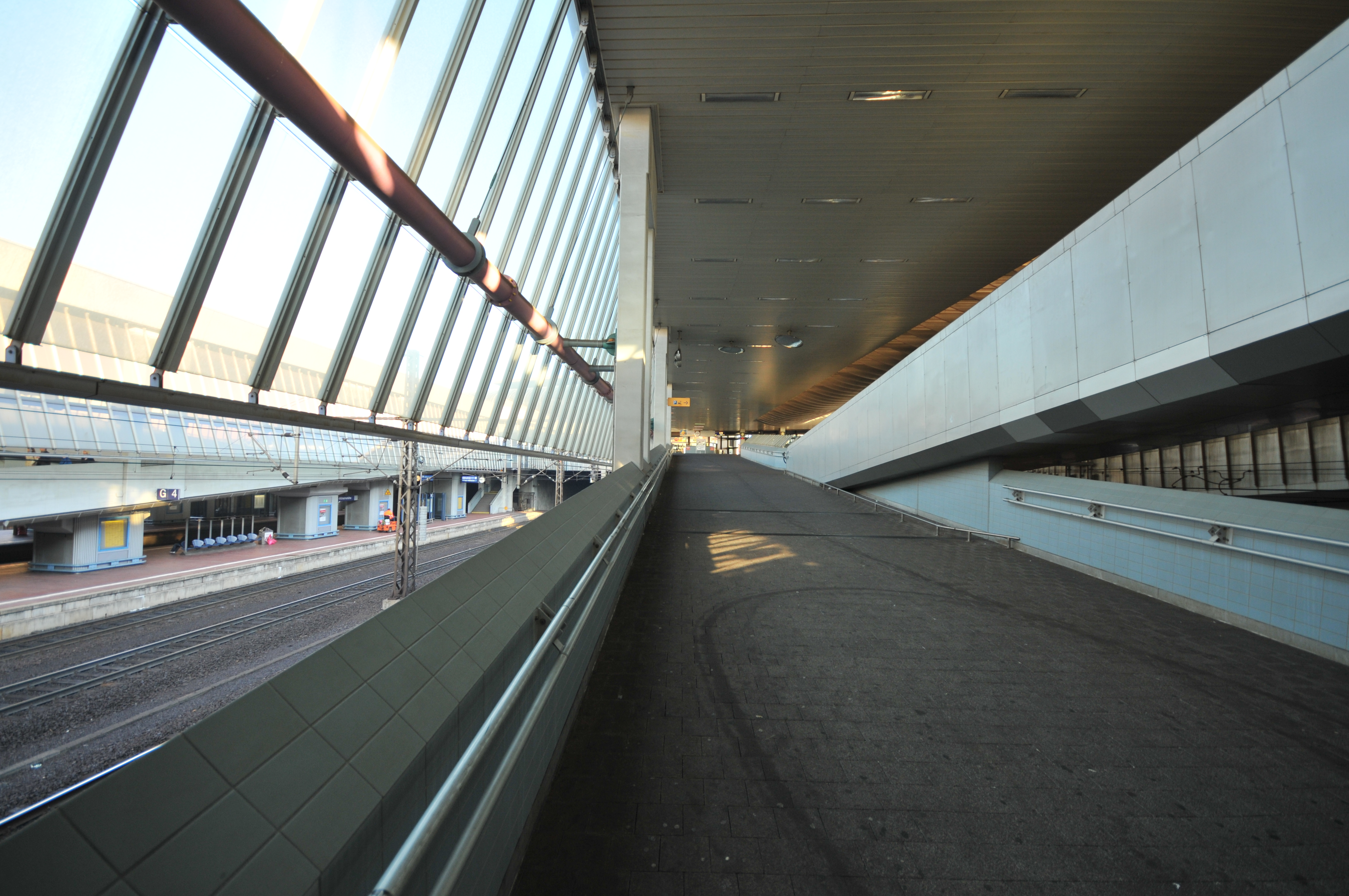
连接站台和中部架空停车楼的轮椅坡道

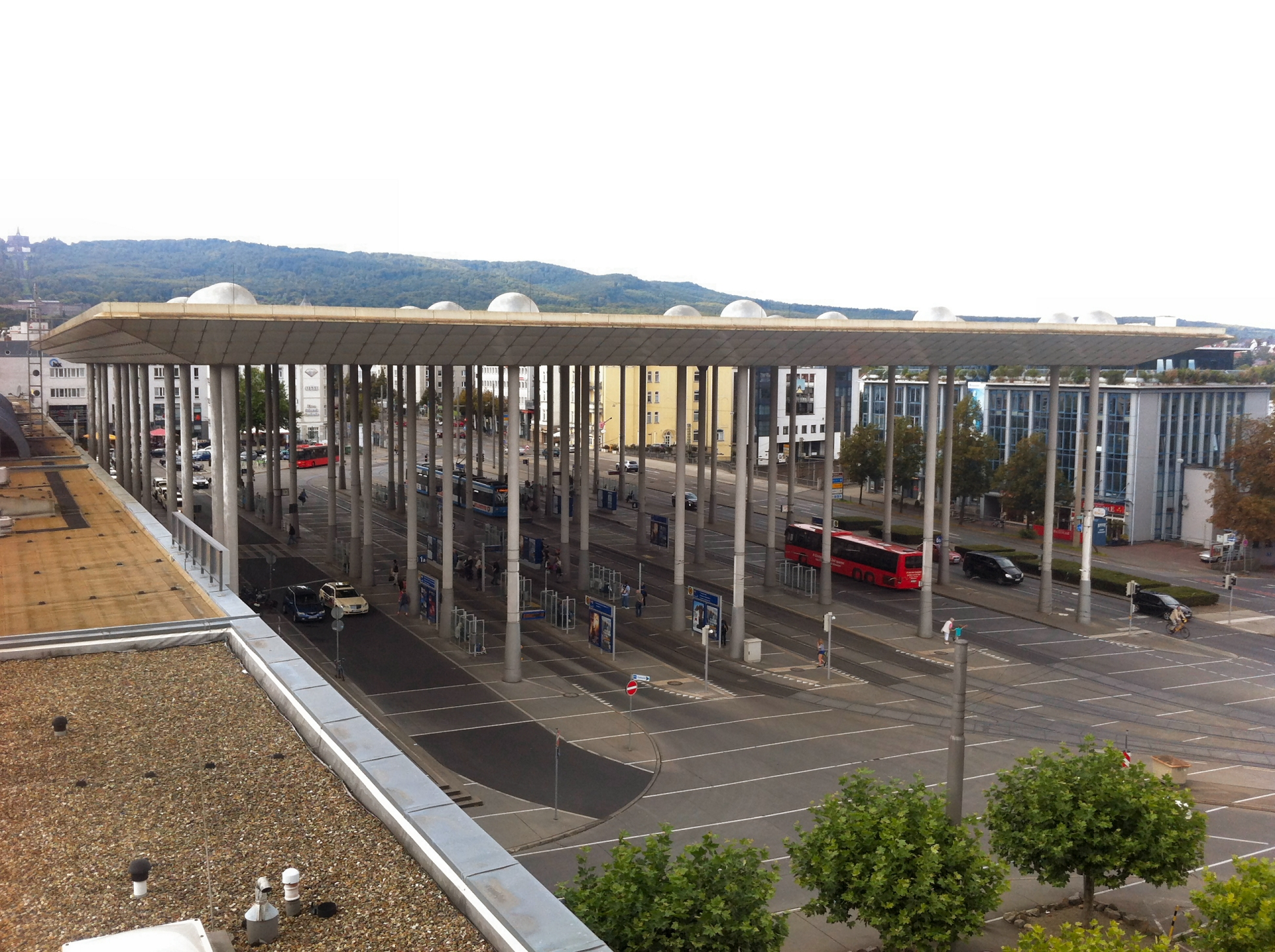
站前区域

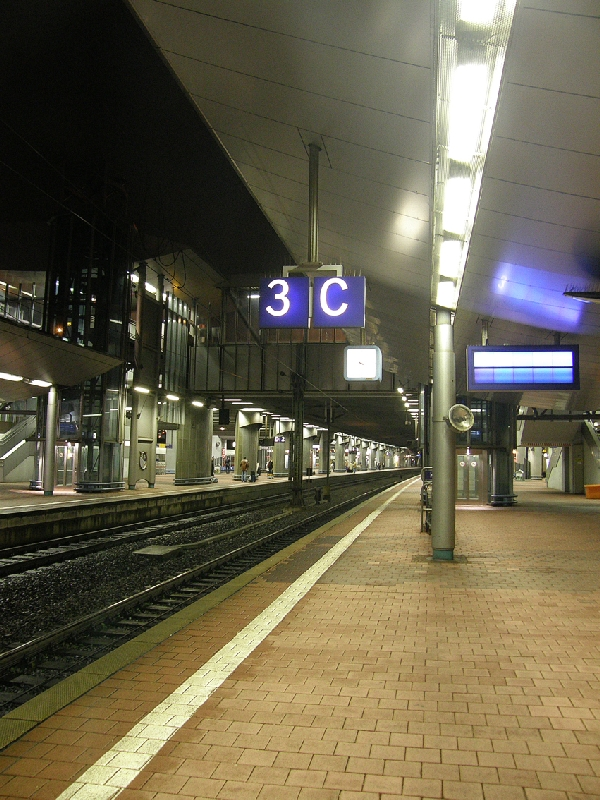
通往3道的站台

卡塞尔-威廉丘车站是一座通过式车站，在地形挖方处设有四个站台和两条直通轨道。它按路线操作被分为两半：长途列车会使用西侧的两个站台，而区域列车则停靠东侧的两个站台。针对货运还另外铺设有两条直通轨道。极宽的站台因其由两侧的两排鱼腹式圆柱支承和覆顶，使得中部阴暗而通风，这也导致该站获得了“千风宫”（Palast der tausend Winde）的绰号。
卡塞尔-威廉丘车站的站房高两层、长220米，横跨整个站台的北咽喉。站台和站房通过坡道和楼梯连接。站台的中南侧上方则建有一座具有300个停车位的停车场，与站台通过楼梯和升降机相连。
车站大楼门前的站前广场是威廉斯赫厄大道的延伸，由90米长和65米宽的顶篷所覆盖。它是通过59条15米高、不规则排列的柱子作支撑，并伸入威廉斯赫厄大道的轴线上。有轨电车站和巴士站设于此处。

#### 开放
作为一项为期四天的全面计划的组成部分，车站于1991年5月29日至6月1日开幕。1991年5月29日下午，法兰克福铁路局局长于尔根·卡斯特纳象征性地将一条绘有城际快车（ICE）图案的钥匙移交予卡塞尔大市长沃尔夫拉姆·布雷迈尔。包括数百名警察在内的大量安全部队确保了此次活动的顺利进行。5月30日，ICE以特惠价格提供往返于富尔达的展示性班次。
同一天（5月29日），也标志着德国高速铁路的开通，新车站的开幕式给人留下了深刻的印象。随着ICE服务的开通，汉诺威至维尔茨堡间的高速铁路全面投入运营。ICE的开通仪式在卡塞尔举行，但这项服务实际上在1980年代末便已提供。五列担当星线运行的ICE列车分别从波恩、汉堡、美因茨、斯图加特和慕尼黑出发驶向卡塞尔-威廉丘，并同时进站。联邦总统里夏德·馮·魏茨澤克于12:00象征性的将出站信号切换为绿色，并宣布：“德意志联邦共和国的高速铁路正式开通”。担任首班图定ICE车次（6月2日5:33自汉堡出发）的动车组驾驶员哈里·普法费则象征性的接过列车钥匙。在开通仪式上，联邦交通部长京特·克劳泽、联邦铁路总裁海因茨·迪尔以及黑森州长汉斯·艾歇尔也分别致辞。
共有2500名来自政治和工商界的受邀嘉宾在车站参加通车仪式，但仪式不对公众开放。三小时后，五列特别列车再次出发。由于车站最初不设厕所，因此车站停车场内仅有的两个厕所在当时排起了长队。

## 连接

### 长途运输
| 路线   | 经由 | 频率      |
| ------ | --- | --------- |
| ICE 4  | 汉堡 － 汉诺威 － 卡塞尔-威廉丘 － 法兰克福 | 每日1对   |
| ICE 12 | 柏林东 － 不伦瑞克 － 希尔德斯海姆 － 卡塞尔-威廉丘 － 富尔达 － 法兰克福 － 曼海姆 － 卡尔斯鲁厄 － 弗赖堡 － 巴塞尔瑞士 （－ 因特拉肯东）              | 两小时1班 |
| ICE 13 | 柏林东 － 不伦瑞克 － 卡塞尔-威廉丘 － 法兰克福南 － 法兰克福机场                                                                                        | 两小时1班 |
| ICE 20 | （基尔 －） 汉堡 － 汉诺威 － 卡塞尔-威廉丘 － 法兰克福 － 曼海姆 － 卡尔斯鲁厄 － 弗赖堡 － 巴塞尔瑞士 （－ 苏黎世 － 库尔）                            | 两小时1班 |
| ICE 22 | （基尔 －） 汉堡 － 汉诺威 － 卡塞尔-威廉丘 － 法兰克福 － 法兰克福机场 － 曼海姆 （－ 海德堡） － 斯图加特                                              | 两小时1班 |
| ICE 25 | （吕贝克 －） 汉堡 － 汉诺威 － 卡塞尔-威廉丘 － 富尔达 － 维尔茨堡 － 纽伦堡 － 因戈尔施塔特 － 慕尼黑                                                  | 每小时1班 |
| ICE 26 | （宾茨东海浴场 －） 施特拉尔松德 － 罗斯托克 － 汉堡 － 汉诺威 － 卡塞尔-威廉丘 － 吉森 － 法兰克福 － 海德堡 － 卡尔斯鲁厄                              | 两小时1班 |
| ICE 26 | 汉堡-阿尔托纳 － 汉堡达姆门 － 汉堡 － 汉诺威 － 卡塞尔-威廉丘 （－ 卡尔斯鲁厄 / 沃格尔 / 施瓦察赫-圣法伊特）                                            | 个别班次  |
| ICE 41 | （达姆施塔特 － 锡格堡/波恩 －） 科隆展会/道依茨 － 杜塞尔多夫 － 多特蒙德 － 哈姆 － 帕德博恩 － 卡塞尔-威廉丘 － 富尔达 －维尔茨堡 － 纽伦堡 － 慕尼黑 | 每日1对   |
| ICE 91 | 汉堡 － 汉诺威 － 卡塞尔-威廉丘 － 富尔达 － 维尔茨堡 － 纽伦堡 － 雷根斯堡 － 帕绍 – 林茨 － 维也纳                                                     | 每日1对   |
| IC 26  | 韦斯特兰 － 汉堡 － 汉诺威 － 卡塞尔-威廉丘 － 富尔达 － 维尔茨堡 － 奥格斯堡 － 奥伯斯多夫 / 贝希特斯加登                                               | 个别班次  |
| IC 50  | （科隆 －） 杜塞尔多夫 － 埃森 － 多特蒙德 － 哈姆 － 帕德博恩 － 卡塞尔-威廉丘 － 艾森纳赫 － 埃尔福特 － 魏玛 － 耶拿西 － 格拉                        | 个别班次  |

| 2015年城际快车及城际列车 从卡塞尔-威廉丘到发的典型行车时间 | 2015年城际快车及城际列车 从卡塞尔-威廉丘到发的典型行车时间 | 2015年城际快车及城际列车 从卡塞尔-威廉丘到发的典型行车时间 | 2015年城际快车及城际列车 从卡塞尔-威廉丘到发的典型行车时间 |
| 目的地                                                     | 城际快车                                                   | 城际列车                                                   |                                                            |
| ---------------------------------------------------------- | ---------------------------------------------------------- | ---------------------------------------------------------- | ---------------------------------------------------------- |
| 阿姆斯特丹                                                 | 5:24                                                       | —                                                          |                                                            |
| 巴塞尔                                                     | 4:16                                                       | —                                                          |                                                            |
| 柏林                                                       | 2:49                                                       | 3:14                                                       |                                                            |
| 布鲁塞尔                                                   | 5:30                                                       | 8:03                                                       |                                                            |
| 法兰克福                                                   | 1:24                                                       | 2:03                                                       |                                                            |
| 汉堡                                                       | 2:11                                                       | 2:34                                                       |                                                            |
| 汉诺威                                                     | 0:56                                                       | 1:01                                                       |                                                            |
| 科隆                                                       | 02:36 *                                                    | 3:48                                                       |                                                            |
| 哥本哈根                                                   | 7:37                                                       | —                                                          |                                                            |
| 莱比锡                                                     | 2:49                                                       | 2:47                                                       |                                                            |
| 慕尼黑                                                     | 3:18                                                       | 4:05                                                       |                                                            |
| 巴黎                                                       | 5:34                                                       | —                                                          |                                                            |
| 斯图加特                                                   | 2:59                                                       | 4:51                                                       |                                                            |
| 维也纳                                                     | 6:47                                                       | —                                                          |                                                            |
| 苏黎世                                                     | 5:24                                                       | 7:57                                                       |                                                            |

* 至科隆展会/道依茨11/12道；如前往总站则多五分钟

### 短途运输
| NVV路线      | KBS编号             | 经由 | 服务线路 | 运营行商                        |
| ------------ | ------------------- | --- | --- | ------------------------------- |
| RE2          | 600、 603、 604     | 卡塞尔-威廉丘 － 维岑豪森北 － 艾兴贝格 － 莱讷费尔德 － 埃尔福特                                                                                   | 汉诺威南部铁路、哈勒－汉恩明登铁路、哥达－莱讷费尔德铁路、屈恩豪森－巴特朗根萨尔察铁路、沃尔克拉姆斯豪森－埃尔福特铁路 | 德铁区域东南                    |
| RE4          | 612                 | 卡塞尔-威廉丘 － 齐伦贝格 － 沃尔夫哈根 － 福尔克马森 － 巴特阿罗尔森 － 科尔巴赫                                                                   | 福尔克马森－费尔马尔-上费尔马尔铁路、瓦尔堡－萨尔瑙铁路                                                                | 库尔黑森铁路                    |
| RT5          | 610                 | 河滩体育场 － 市政厅/五窗街 － 卡塞尔总站 － 卡塞尔-威廉丘 － 梅尔松根 － 贝布拉 － 巴特黑斯费尔德 － 富尔达                                        | 美因河－威悉河铁路、贝布拉－包纳塔尔-贡特斯豪森铁路、贝布拉－富尔达铁路                                                | 坎图斯、RBK                     |
| RE9          | 590、 600           | 卡塞尔-威廉丘 － 维岑豪森北 － 艾兴贝格 － 莱讷费尔德 － 诺德豪森 － 哈勒 － 比特费尔德                                                             | 汉诺威南部铁路、哈勒－汉恩明登铁路、柏林－哈勒铁路                                                                     | 阿贝利奥铁路中德                |
| RE 11 (RRX)  | 415.1、 415.2、 490 | 莱茵-赫尔韦格快线： 卡塞尔-威廉丘 － 霍夫盖斯马尔 － 瓦尔堡 － 阿尔滕贝肯 － 帕德博恩 － 哈姆 － 多特蒙德 － 波鸿 － 埃森 － 杜伊斯堡 － 杜塞尔多夫 | 卡塞尔－瓦尔堡铁路、哈姆－瓦尔堡铁路、多特蒙德－哈姆铁路、多特蒙德－杜伊斯堡铁路、科隆－杜伊斯堡铁路                   | 阿贝利奥铁路北威                |
| RE17         | 435                 | 卡塞尔-威廉丘 － 霍夫盖斯马尔 － 瓦尔堡 － 布里隆瓦尔德 － 阿恩斯贝格 － 弗伦登贝格 － 施韦特 － 哈根                                               | 上鲁尔河谷铁路 | 德铁区域                        |
| RE30/98 RB38 | 635                 | 卡塞尔总站 － 卡塞尔-威廉丘 － 瓦伯恩 － 特雷萨 － 马尔堡 － 吉森 － 法兰克福                                                                       | 美因河－威悉河铁路 | 德铁区域中部、库尔黑森铁路、HLB |
| RERB39       | 621                 | 卡塞尔总站 － 卡塞尔-威廉丘 － 瓦伯恩 － 弗里茨拉尔 － 巴特维尔东根                                                                                 | （美因河－威悉河铁路）、瓦伯恩－布里隆瓦尔德铁路                                                                       | 库尔黑森铁路                    |
| 1            | -                   | 卡塞尔威廉斯赫厄（公园） － 卡塞尔-威廉丘 － 国王广场 － 荷兰街 － 费尔马尔                                                                         | 卡塞尔有轨电车 | KVG                             |
| 3            | -                   | 马滕贝格 － 卡塞尔-威廉丘 － 国王广场 – 伊灵豪森街                                                                                                  | 卡塞尔有轨电车 | KVG                             |
| 4            | -                   | 黑西施利希特瑙 － 黑尔萨 － 考丰根 － 国王广场 – 卡塞尔-威廉丘 – 德鲁塞塔尔                                                                         | 卡塞尔有轨电车 | KVG                             |
| 7            | -                   | 沃尔夫桑格尔 － 路德广场 － 谢德曼广场 － 卡塞尔-威廉丘 － 马滕贝格                                                                                 | 卡塞尔有轨电车 | KVG                             |